# 郡司莉子
郡司莉子（日语：／ Gunji Riko，2002年7月31日—），日本女子羽毛球运动员。神奈川縣海老名市出生，先后毕业于海老名市立大谷小學校、海老名市立大谷中學校、八代白百合学园高等学校。

## 簡歷
2019年10月，郡司莉子代表日本隊出戰俄罗斯喀山舉行的世界青年羽毛球錦標賽，在率先進行的混合团体赛中，日本队取得铜牌。而在单打赛事中，郡司莉子在第四轮苦战三局险胜中国选手谭宁，随后又相继击败印尼好手普特里·库苏马·瓦尔达尼、泰国名将披提亚蓬·猜万，最终在决赛中以2比1的比分（21-13、12-21、21-14）亚洲青年羽毛球錦標賽女单冠军中国选手周萌。她也成为日本羽毛球历史上继奥原希望、山口茜之后第三位世青赛女单冠军。
2021年10月，於比利時國際賽女子單打決賽擊敗許玟琪，獲得成人組賽事首冠。

## 主要比賽成績
只列出曾進入準決賽的國際賽事成績：
| 年份   | 賽事                     | 公開賽級別 | 項目     | 成績   |
| ------ | ------------------------ | ---------- | -------- | ------ |
| 2018年 | 亞洲青年羽毛球錦標賽     | 其他       | 混合團體 | 季軍   |
| 2018年 | 世界青年羽毛球錦標賽     | 其他       | 混合團體 | 季軍   |
| 2019年 | 世界青年羽毛球錦標賽     | 其他       | 混合團體 | 季軍   |
| 2019年 | 世界青年羽毛球錦標賽     | 其他       | 女子單打 | 冠军   |
| 2019年 | 尼泊尔羽毛球國際挑戰賽   | 國際挑戰賽 | 女子單打 | 準決賽 |
| 2020年 | 瑞典羽毛球公開賽         | 國際系列賽 | 女子單打 | 準決賽 |
| 2020年 | 亞洲羽毛球團體錦標賽     | 其他       | 女子團體 | 冠軍   |
| 2021年 | 比利時羽毛球國際賽       | 國際挑戰賽 | 女子單打 | 冠軍   |
| 2022年 | 亞洲羽毛球團體錦標賽     | 其他       | 女子團體 | 季軍   |
| 2022年 | 斯洛伐克羽毛球公開賽     | 未來系列賽 | 女子單打 | 準決賽 |
| 2022年 | 墨西哥羽毛球國際挑戰賽   | 國際挑戰賽 | 女子單打 | 冠軍   |
| 2022年 | 優霸盃                   | 其他       | 女子團體 | 季軍   |
| 2022年 | 聖但尼羽毛球公開賽       | 國際挑戰賽 | 女子單打 | 冠軍   |
| 2022年 | 瑪琅羽毛球國際挑戰賽     | 國際挑戰賽 | 女子單打 | 亞軍   |
| 2022年 | 印尼瑪琅羽毛球大師賽     | 超級100賽  | 女子單打 | 亞軍   |
| 2022年 | 挪威羽毛球國際賽         | 國際系列賽 | 女子單打 | 亞軍   |
| 2022年 | 愛爾蘭羽毛球公開賽       | 國際挑戰賽 | 女子單打 | 冠軍   |
| 2023年 | 高雄羽球大師賽           | 超級100賽  | 女子單打 | 亞軍   |
| 2024年 | 泰國羽毛球國際挑戰賽     | 國際挑戰賽 | 女子單打 | 冠軍   |
| 2024年 | 盧森堡羽毛球公開賽       | 國際挑戰賽 | 女子單打 | 亞軍   |
| 2024年 | 丹麥羽毛球國際挑戰賽     | 國際挑戰賽 | 女子單打 | 冠軍   |
| 2024年 | 塞班島羽毛球國際賽       | 國際挑戰賽 | 女子單打 | 冠軍   |
| 2024年 | 印尼羽毛球國際挑戰賽     | 國際挑戰賽 | 女子單打 | 準決賽 |
| 2024年 | 印尼北干巴魯羽毛球大師賽 | 超級100賽  | 女子單打 | 冠軍   |
| 2024年 | 馬來西亞羽毛球國際挑戰賽 | 國際挑戰賽 | 女子單打 | 冠軍   |
| 2025年 | 德國羽毛球公開賽         | 超級300賽  | 女子單打 | 準決賽 |
| 2025年 | 日本羽毛球公開賽         | 超級750賽  | 女子單打 | 準決賽 |
| 2025年 | 澳門羽球公開賽           | 超級300賽  | 女子單打 | 準決賽 |

| 2018-2026年 | 總決賽 | 超級1000賽 | 超級750賽 | 超級500賽 | 超級300賽 | 超級100賽 | 國際挑戰賽 | 國際系列賽 | 未來系列賽 | 其他 |